# Bohuslav Šnajdr
Bohuslav Šnajdr (* 19. září 1973) je český trenér a bývalý fotbalový záložník.

## Hráčská kariéra
V české lize hrál za FC Bohemians Praha. Nastoupil ve 38 ligových utkáních a dal 2 ligové góly. V nižších soutěžích hrál i za VTJ Sigma Hodonín, B-mužstvo Sigmy, SK Železárny Třinec, SK Chrudim 1887 a 1. HFK Olomouc. Hrál také v rakouských nižších soutěžích, po návratu do vlasti nastupoval za Sokol Bouzov a opět SK Chválkovice.

### Ligová bilance
| Ročník                                 | Zápasy | Góly | Klub                    |
| -------------------------------------- | ------ | ---- | ----------------------- |
| Moravskoslezská fotbalová liga 1993/94 | –      | 1    | SK Sigma MŽ Olomouc „B“ |
| 2. česká fotbalová liga 1994/95        | –      | 1    | SK Železárny Třinec     |
| 2. česká fotbalová liga 1995/96        | 12     | 2    | SK Chrudim 1887         |
| Moravskoslezská fotbalová liga 1995/96 | –      | 1    | SK Sigma MŽ Olomouc „B“ |
| 2. česká fotbalová liga 1998/99        | 10     | 0    | FC Bohemians Praha      |
| Gambrinus liga 1999/00                 | 21     | 1    | CU Bohemians Praha      |
| 2. česká fotbalová liga 2000/01        | 22     | 2    | 1. HFK Olomouc          |
| Gambrinus liga 2001/02                 | 17     | 1    | CU Bohemians Praha      |
| 2. česká fotbalová liga 2002/03        | 20     | 0    | 1. HFK Olomouc          |
| 2. česká fotbalová liga 2003/04        | 27     | 4    | 1. HFK Olomouc          |
| Moravskoslezská fotbalová liga 2004/05 | –      | 4    | 1. HFK Olomouc          |
| 2. česká fotbalová liga 2005/06        | 2      | 0    | 1. HFK Olomouc          |
| CELKEM I. liga                         | 38     | 2    |                         |
| CELKEM II. liga                        | –      | 9    |                         |
| CELKEM III. liga – MSFL (od 1993/94    | –      | 6    |                         |